# Rampe von Laffrey
Koordinaten: 45° 2′ 11″ N, 5° 46′ 1″ O

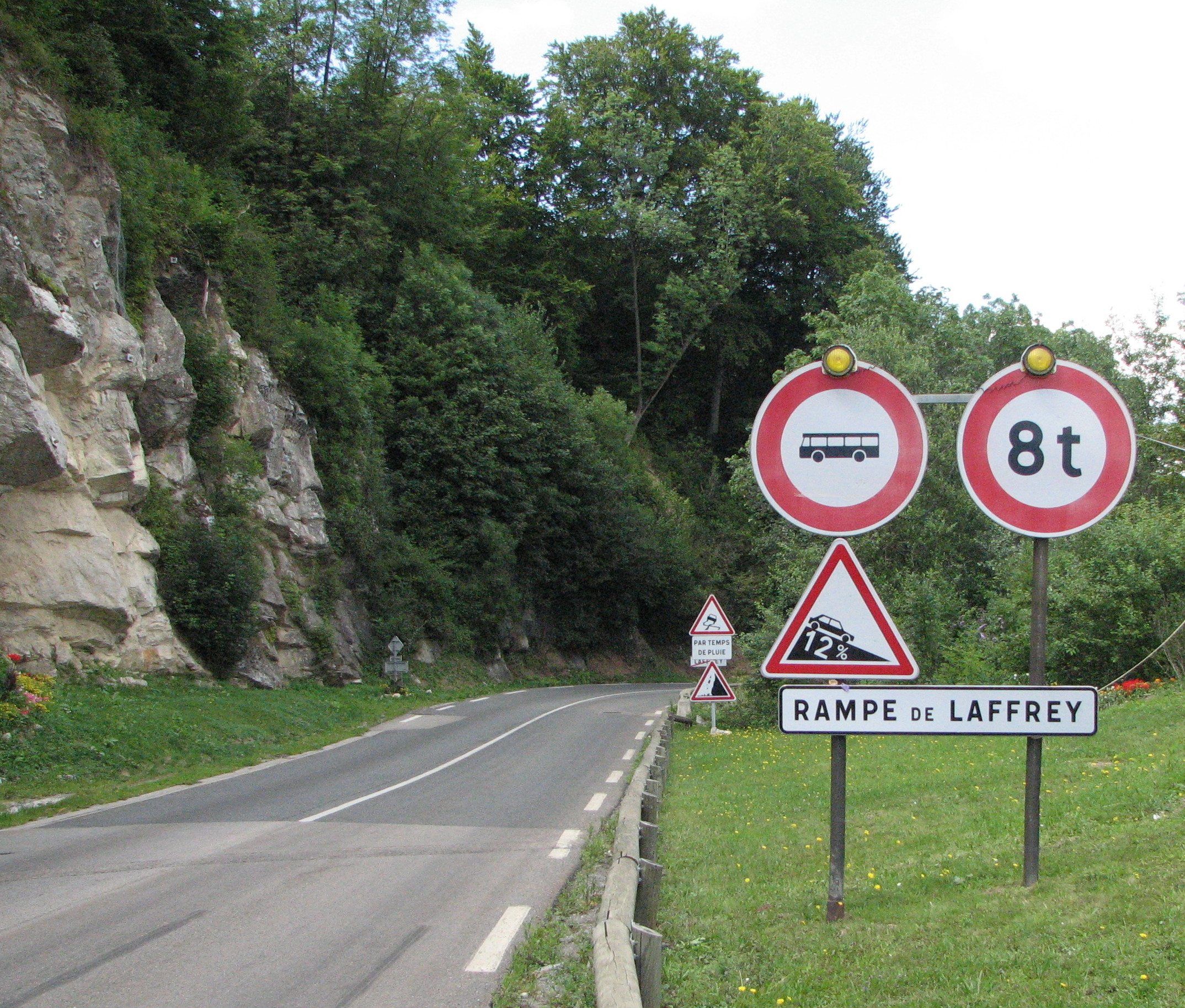
Beginn der Abfahrt von Laffrey am Ortsausgang von Laffrey

Die Rampe von Laffrey (französisch Rampe de Laffrey), die auch Abfahrt von Laffrey oder Côte de Laffrey genannt wird, ist ein steiler Abschnitt der Route nationale 85 (RN 85), die Gap mit Grenoble verbindet und ein Teil der Route Napoléon ist. Das Steilstück verläuft bergab zwischen den Gemeinden Laffrey und Vizille im Département Isère, etwa 15 km südöstlich von Grenoble. Auf dem 6 km langen Steilstück mit bis zu 12 % Gefälle ereigneten sich zahlreiche Unfälle von Reisebussen mit vielen Toten. Auf dem Rückweg vom Marienheiligtum Notre-Dame de La Salette starben 1946 achtzehn Pilger, 1973 dreiundvierzig, 1975 neunundzwanzig und 2007 sechsundzwanzig. Diese Unfälle zählen zu den Verkehrsunfällen mit den meisten Toten in Frankreich. Die Straße wurde mehrfach bei den Radrennen Tour de France und Critérium du Dauphiné befahren.

## Lage

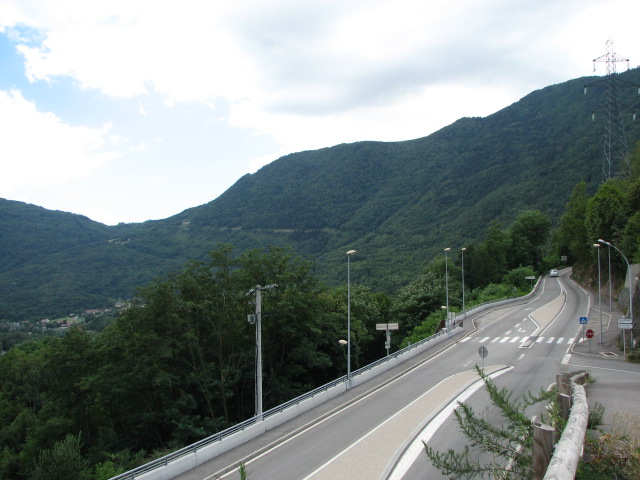
Überblick über den Verlauf der Bergstraße entlang des Hangs

Die Abfahrt der Rampe von Laffrey beginnt im Zentrum des gleichnamigen Dorfes auf einer Höhe von 910 m am nördlichen Rand des Plateaus von Matheysine. Sie führt dann abwärts entlang des Nordosthangs des Montagne du Conest. Sie schneidet das Gemeindegebiet von Saint-Pierre-de-Mésage, durchquert das Gebiet von Notre-Dame-de-Mésage und endet im Weiler Grand-Pont, der zur Gemeinde Notre-Dame-de-Mésage gehört. Grand-Pont liegt auf einer Höhe von 300 m, kurz vor der Brücke, die die Romanche überquert und den Eingang zur Stadt Vizille markiert. Die Abfahrt überwindet also einen Höhenunterschied von 610 m auf einem Straßenabschnitt von 6,5 km Länge, der auf seinem oberen Teil nur leicht kurvig ist und relativ gerade auf seinem unteren Teil. Das Gefälle im unteren Teil beträgt durchschnittlich 12 % mit einigen kurzen Abschnitten mit 16 % und 18 %. Die Abfahrt endet mit einer fast rechtwinkeligen Kurve von 70° an der Brücke über die Romanche.

## Unfälle auf der Abfahrt bis 1975
In den letzten Jahrzehnten kam es auf der Abfahrt von Laffrey zu mehreren Unfällen, an denen meist Reisebusse beteiligt waren, deren Bremsen versagten. Mehrere Fahrzeuge fuhren mit Geschwindigkeiten von über 100 km/h bergab und kamen in der scharfen Kurve vor der Brücke von der Fahrbahn ab. Sie stürzten mit hoher Geschwindigkeit auf die tiefer gelegenen Grundstücke. Häufig waren dabei Pilger auf dem Rückweg vom Marienheiligtum Notre-Dame de La Salette betroffen, dessen Hauptzufahrtstraße aus Richtung Norden über die Rampe von Laffrey führt.
- 1946: Am 25. August stürzte ein Reisebus mit Pilgern aus der französischen Région naturelle „Beaujolais“ in die Schlucht der Romanche. 18 Menschen kamen bei dem Unfall ums Leben.[3] Eine Stele erinnert an der Abzweigung nach Saint-Pierre-de-Mésage an diesen Unfall.
- 1956: Ein niederländischer Reisebus verunglückte an derselben Stelle, wobei sieben Menschen ums Leben kamen.
- 1968: Ein Lastkraftwagen kam von der Straße ab und stürzte in die Tiefe; beide Insassen wurden getötet.
- 1970: Am 7. September[4] fuhr ein Reisebus mit Pilgern aus dem Département Pas-de-Calais mit hoher Geschwindigkeit gegen mehrere Mauern, bevor er auf dem Seitenstreifen zum Stehen kam. Fünf Fahrgäste wurden getötet.[5]
- 1973: Am 18. Juli[4] verpasste ein Reisebus mit belgischen Pilgern aus der Region Braine-le-Comte, Soignies und Tubize die Kurve am Ende der Abfahrt wegen versagender Bremsen und stürzte in die Tiefe. 43 Menschen kamen ums Leben.[6] Der damalige Bürgermeister von Laffrey kritisierte die Straße als besonders gefährlich und verwies auf die mehr als 100 Todesfälle in den letzten 25 Jahren.[7] Eine Stele wurde an der Brücke errichtet, die an den Unfall von 1973 erinnert.
- 1974: Ein Lastkraftwagen fuhr ungebremst auf einen Pkw; vier Menschen starben.
- 1975: Am 2. April[4] erreichte ein Reisebus mit Pilgern aus Sully-sur-Loire praktisch ungebremst das Ende der Abfahrt, stürzte mit einer geschätzten Geschwindigkeit von 120 km/h von der Brücke und zerschellte in einem tiefer gelegenen Garten. 29 Menschen kamen ums Leben.[5] Nach diesem Unfall wurde in Frankreich die Kontrolle der elektronischen Bremsanlagen verschärft. Die jährliche technische Kontrolle von Lastkraftwagen wurde obligatorisch.[5]

## Unfall von 2007

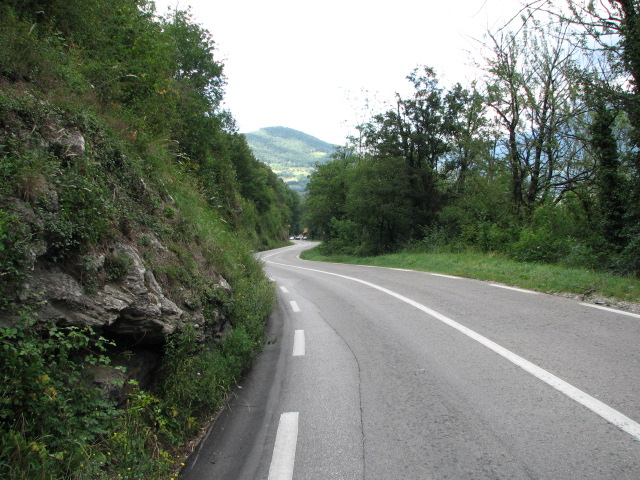
Blick auf die Abfahrt von Laffrey

Der letzte schwere Unfall ereignete sich am 22. Juli 2007, als ein Reisebus mit polnischen Pilgern am Ende der Abfahrt verunglückte. Es gab 27 Tote und 23 Verletzte. Wie bei den beiden vorigen Unfällen stürzte der Bus fast ungebremst in die Gärten hinter der Kurve vor der Brücke über die Romanche und fing sofort Feuer. Das Unglück löste in Frankreich und Polen große Betroffenheit aus. Premierminister François Fillon und Jean-Louis Borloo, Minister für Ökologie, Energie und nachhaltige Entwicklung, der auch für den Verkehr zuständig war, besuchten den Ort. Polens Staatspräsident Lech Kaczyński wurde vom französischen Staatspräsidenten Nicolas Sarkozy am Flughafen Grenoble empfangen; sie besuchten die Opfer in verschiedenen Krankenhäusern Grenobles.
Der Reisebus war am 10. Juli mit 47 Pilgern aus den Städten Stargard Szczeciński und Świnoujście (Nordwestpolen) in Polen aufgebrochen, um eine Rundreise zu drei Marienheiligtümern zu unternehmen, die von Fátima, über Lourdes nach La Salette im Département Isère führte. Der Bus war noch mit einer Begleiterin und zwei Fahrern besetzt, die auch aus Polen stammten. Die Pilger hatten die Ziele ihrer Reise erreicht und waren auf der Rückreise nach Polen.
Der verunglückte Reisebus der Marke Scania war im Juli 2000 in Betrieb genommen worden. Laut Reiseveranstalter (Orlando Travel) hatte er drei Wochen vor dem Unfall ohne Beanstandung eine technische Kontrolle in Deutschland absolviert. Neben den beiden üblichen Bremssystemen, Scheiben- und Motorbremse, war der Bus mit einem hydraulischen Retarder ausgestattet. Hierbei handelt es sich um eine verschleißfreie Dauerbremse, die vorwiegend in Lastkraftwagen und Omnibussen eingesetzt wird, um das Fahrzeug bei steilen Abfahrten zu verlangsamen und dadurch das Bremssystem zu entlasten.
Folgende Punkte könnten zu dem Unglück beigetragen haben:
- Ohne Genehmigung der Präfektur hätte der Busfahrer die für Lastkraftwagen und Reisebusse gesperrte Abfahrt von Laffrey nicht befahren dürfen. Die ersten Befragungen der Überlebenden ergaben, dass der Busfahrer bewusst diese Route gewählt hatte, weil sie laut seinem Navigationssystem kürzer war als die offizielle Strecke für Reisebusse. Der Fahrer fuhr dann an mehr als 14 aufeinanderfolgenden Schildern vorbei, die auf das Verbot der Abfahrt von Laffrey für Reisebusse hinwiesen.[9][10]
- Laut Gerichtsgutachten waren das Bremssystem sowie Bremsscheiben und Bremsbeläge in schlechtem Zustand und der Retarder konnte durch fehlende 1,5 Liter Hydrauliköl in seiner Funktion beeinträchtigt gewesen sein.[10]
- Laut Motorradfahrern, die hinter dem Bus bergab fuhren, leuchteten die Bremslichter des Busses häufig auf. Es ist daher anzunehmen, dass der Bus seine Bremsen stark beanspruchte, was zu einer Überhitzung und damit zu einem Verlust der Bremswirkung geführt haben könnte. Die Motorradfahrer berichteten auch, dass sie Funken unter dem Bus gesehen hätten, was eine Überhitzung der Bremsen bestätigen könnte.[1]
- Laut Aussage einer Überlebenden warnte der Busfahrer die Fahrgäste auf der Abfahrt mit dem Ruf: „Halten Sie sich an den Sitzen fest, die Bremsen haben versagt!“ Sie berichtete auch, dass „etwas im vorderen Teil des Busses knackte“, kurz bevor der Fahrer schrie.[11]

Der Bericht des Bureau d’Enquêtes sur les Accidents de Transport Terrestre (BEA-TT) wurde im März 2009 veröffentlicht. Das BEA-TT kam zu dem Schluss, dass die beiden unmittelbaren Ursachen des Unfalls der schlechte Zustand des Bremssystems des Reisebusses sowie das unangemessene Verhalten des Fahrers waren, der mit überhöhter Geschwindigkeit eine für Reisebusse verbotene Abfahrt benutzte.
Drei weitere Faktoren könnten bei diesem Unfall eine Rolle gespielt bzw. seine Schwere beeinflusst haben:
- Das Fahrzeug verfügte nicht über eine ausreichende Warnung vor Fehlfunktionen der Bremsscheiben und des Retarders. Diese hätte es dem Fahrer ermöglicht, das Fahrzeug vor dem Totalausfall des Bremssystems anzuhalten.
- Der Bus hatte nur ein Navigationssystem für Pkw und nicht eines für Lkw. Dem verwendeten Navigationssystem fehlte also die notwendige Kartengrundlage mit den Einschränkungen für Lastkraftwagen und es schlug infolgedessen die für Pkw kürzeste Route über die Rampe von Laffrey vor. Der polnische Fahrer, der in einem für ihn fremden Land und einer fremden Region unterwegs war, vertraute blind den Angaben des Geräts und übersah die Verkehrsschilder, die über die Sperrung der Straße für Reisebusse informierten.
- Die Abfahrt ist mit keiner Notfalleinrichtung ausgestattet, die die Schwere des Unfalls hätte mindern können.

## Konsequenzen aus dem Unfall von 2007
Nach der Analyse der Unfallursachen und der begleitenden Faktoren gab das BEA-TT mehrere Empfehlungen heraus. Schon am 25. Juli 2007 kündigte der französische Premierminister François Fillon auf einer Pressekonferenz eine Reihe von Maßnahmen und Vorrichtungen an.
- Bald nach dem Unfall wurden Warnleuchten an den Verbots- und Umleitungsschildern für den nicht zugelassenen Schwerlastverkehr angebracht. Weiter wurde vor Beginn der Abfahrt eine provisorische Höhenlimitierung mit breiten Plastikbändern angebracht. Am 17. Juli 2008 wurden 800 Meter vom Beginn der Abfahrt entfernt 2,60 m hohe, feste Portale montiert, die die Durchfahrt von Reisebussen und Lastkraftwagen verhindern. Für die lokale Versorgung wurde eine Schranke mit Magnetkarte für Busse und Lkw installiert, die die Abfahrt nutzen dürfen.
- Fahrer schwerer Fahrzeuge sollen für den Verkehr auf Straßenabschnitten mit starkem Gefälle besser geschult werden.
- Warnungen bei Fehlfunktionen des Bremssystems sollen eingeführt werden.
- Navigationssysteme, die speziell für den Schwerlastverkehr bestimmt sind oder für den Lkw-Verkehr konfigurierbar sind, sollen eingeführt werden, wobei diese mit einer Straßenkartenbasis mit Verkehrsbeschränkungen für den Schwerlastverkehr ausgerüstet sein müssen.
- Rettungsstrukturen wie z. B. Leitmauern wurden an der Abfahrt und deren Ende eingerichtet.

Darüber hinaus erinnert der Bericht an die Notwendigkeit, den Punkteführerschein in die europäischen Überlegungen zur grenzüberschreitenden Anwendung von Kontroll- und Sanktionsmaßnahmen einzubeziehen und alle europäischen Fahrer in der routinemäßigen Instandhaltung von Reisebussen zu schulen.
Am 8. Oktober 2007 wurden 32 Personen, die an der Rettung beteiligt waren, vom polnischen Präsidenten Lech Kaczyński in Anwesenheit des französischen Premierministers François Fillon mit dem Verdienstorden der Republik Polen ausgezeichnet.

## Rennveranstaltungen

### Tour de France
Die Rampe von Laffrey wurde im Rahmen der Tour de France 21 Mal befahren. Sie wurde als „Berg“ 1. oder 2. Kategorie klassifiziert. Folgende Fahrer waren als Erster am Ende des Anstiegs:
| Jahr | Etappe                                      | Kategorie | Fahrer                              |
| ---- | ------------------------------------------- | --------- | ----------------------------------- |
| 1905 | 4. Etappe: Grenoble – Toulon                |           | Julien Maitron                      |
| 1906 | 5. Etappe: Grenoble – Nizza                 |           | René Pottier                        |
| 1907 | 6. Etappe: Grenoble – Nizza                 |           | Émile Georget                       |
| 1908 | 6. Etappe: Grenoble – Nizza                 |           | André Pottier                       |
| 1909 | 6. Etappe: Grenoble – Nizza                 |           | François Faber und Gustave Garrigou |
| 1910 | 6. Etappe: Grenoble – Nizza                 |           | Émile Georget                       |
| 1911 | 6. Etappe: Grenoble – Nizza                 |           | Paul Duboc und Louis Heusghem       |
| 1912 | 6. Etappe: Grenoble – Nizza                 |           | Odiel Defraye                       |
| 1933 | 8. Etappe: Grenoble – Gap                   |           | Francesco Camusso                   |
| 1934 | 8. Etappe: Grenoble – Gap                   |           | Vicente Trueba                      |
| 1935 | 8. Etappe: Grenoble – Gap                   |           | Gabriel Ruozzi                      |
| 1936 | 8. Etappe: Grenoble – Briançon              |           | Julián Berrendero                   |
| 1937 | 8. Etappe: Grenoble – Briançon              |           | Gino Bartali                        |
| 1951 | 21. Etappe: Briançon – Aix-les-Bains        | 2.        | Gino Bartali                        |
| 1954 | 18. Etappe: Grenoble – Briançon             | 2.        | Federico Bahamontes                 |
| 1970 | 13. Etappe: Grenoble – Gap                  | 2.        | Andrés Gandarias                    |
| 1971 | 11. Etappe: Grenoble – Orcières-Merlette    | 2.        | Joaquim Agostinho                   |
| 1984 | 17. Etappe: Grenoble – L’Alpe-d’Huez        | 1.        | Luis Herrera                        |
| 1987 | 20. Etappe: Villard-de-Lans – L’Alpe-d’Huez | 1.        | Federico Echave                     |
| 2010 | 10. Etappe: Chambéry – Gap                  | 1.        | Mario Aerts                         |

In den Jahren 1913, 1914 und 1919, 1920, 1921 sowie 1928 bis 1932 wurde die Runde der Tour de France gegen den Uhrzeigersinn gefahren. In diesen Jahren wurde von Nizza bzw. Gap kommend vom Plateau von Matheysine über die Rampe von Laffrey nach Vizille abgefahren. Im Jahr 1989 wurde Laffrey von Séchilienne aus über die D113 erreicht (18. Etappe: Bourg-d’Oisans – Villard-de-Lans (Côte 2000)). Anschließend wurde über die Rampe von Laffrey nach Vizille abgefahren.

### Critérium du Dauphiné
Im Rahmen des Radrennens Critérium du Dauphiné wurde die Rampe von Laffrey mehrfach befahren.

### Motorsport
Auf der Rampe von Laffrey fanden von 1901 bis 1952 Bergrennen für Automobile und von 1901 bis 1964 für Motorräder statt.